# Carex alata
Espèce
Classification phylogénétique
Carex alata est une espèce de plantes du genre Carex et de la famille des Cyperaceae.